# 上海市平和双语学校
上海平和双语学校（後更名上海市民办平和学校）是一所成立于1996年的民办寄宿制学校。校址位于上海市浦东新区金桥出口开发区。 该校是一所十二年一贯制的寄宿制学校，设有小学部（1年级至5年级）、初中部（6年级至9年级）、高中部（10年级至12年级-IB课程）和国际部（1年级至9年级，现已并入小学部和初中部）。

## 历史和发展
上海平和双语学校是一所具有独立法人资质的民办寄宿制学校。学校成立于1996年9月，由上海金桥集团（上交所：600639）投资和管理。教学部门由1至12年级组成，并设有IB高中部。2007年被批准为“上海市直接向境外招收外国留学生资格学校”。2014年被批准开设高中国际课程。2018年成为平和教育集团成员校。
校园最初由加拿大设计公司设计。目前共有1500余名学生就读该校，多数学生住宿学校，并有200余名来自美国、日本、韩国、意大利、加拿大、新加坡以及香港、澳门、台湾的国际学生。
与严格意义上的寄宿学校不同，学校要求学生周五下午离校、周日晚返校。
学校获得的资质包括：国际文凭组织IB学校； Commission on International and Trans-Regional Accreditation；North Central Association of Colleges and Schools；以及上海市教委委员会认定的“上海市首批双语学校” 。

## 校园设施

### 教学设施

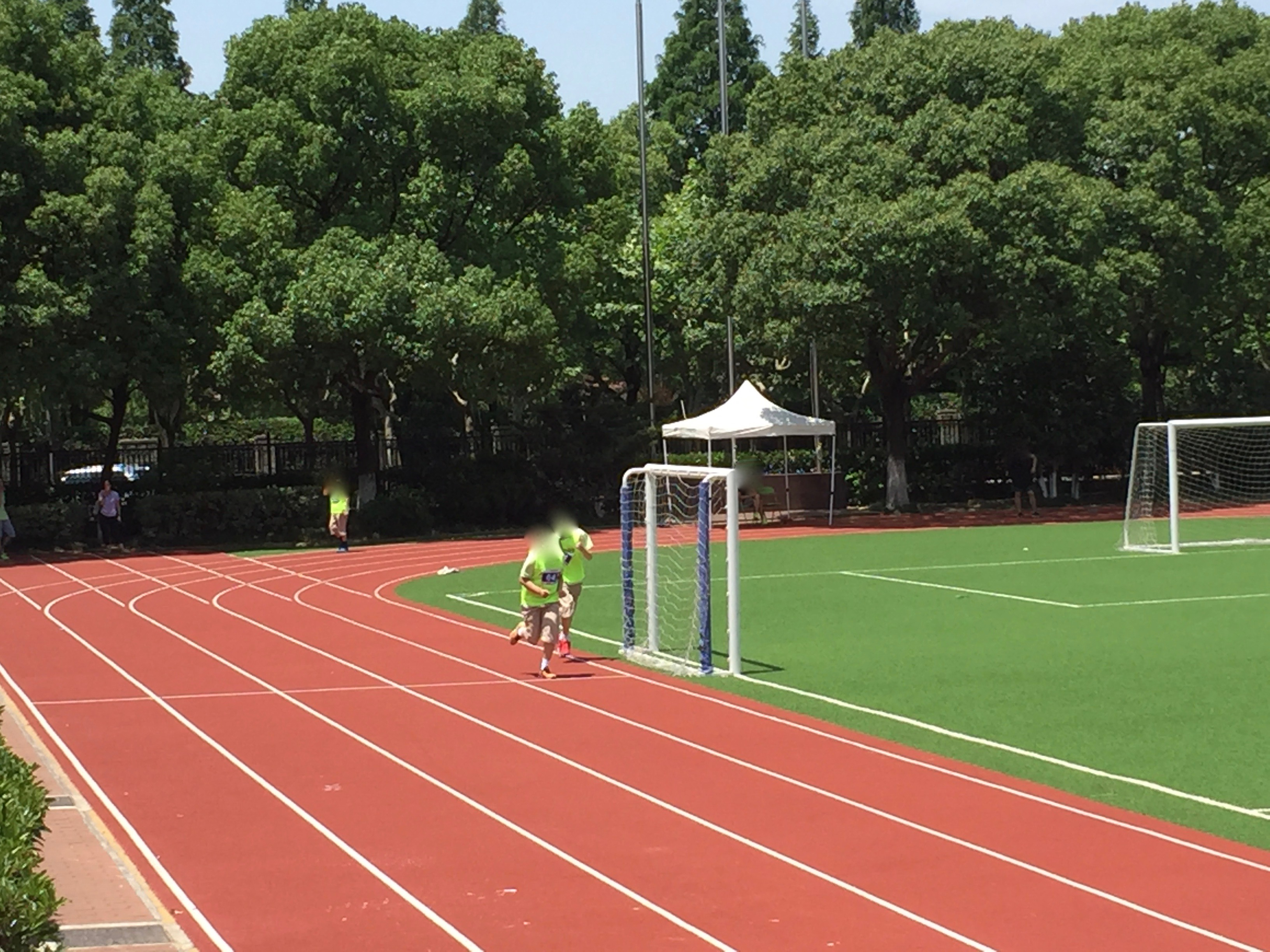
平和学校的跑道。

平和学校共占地24770平方米，教学楼建筑面积共计为38005平方米。学校共有四间图书馆、三间计算机房、一间150座小剧场、一间室内体操馆和一座室内温水游泳池。校园共包括三座教学楼，最大的为主教学楼，其次为副教学楼和高中教学楼。所有教室均配备电视和投影仪。2004年落成的高中教学楼除了教室和办公室外，另配备有两间物理实验室，一件多功能厅和一件英语图书馆。

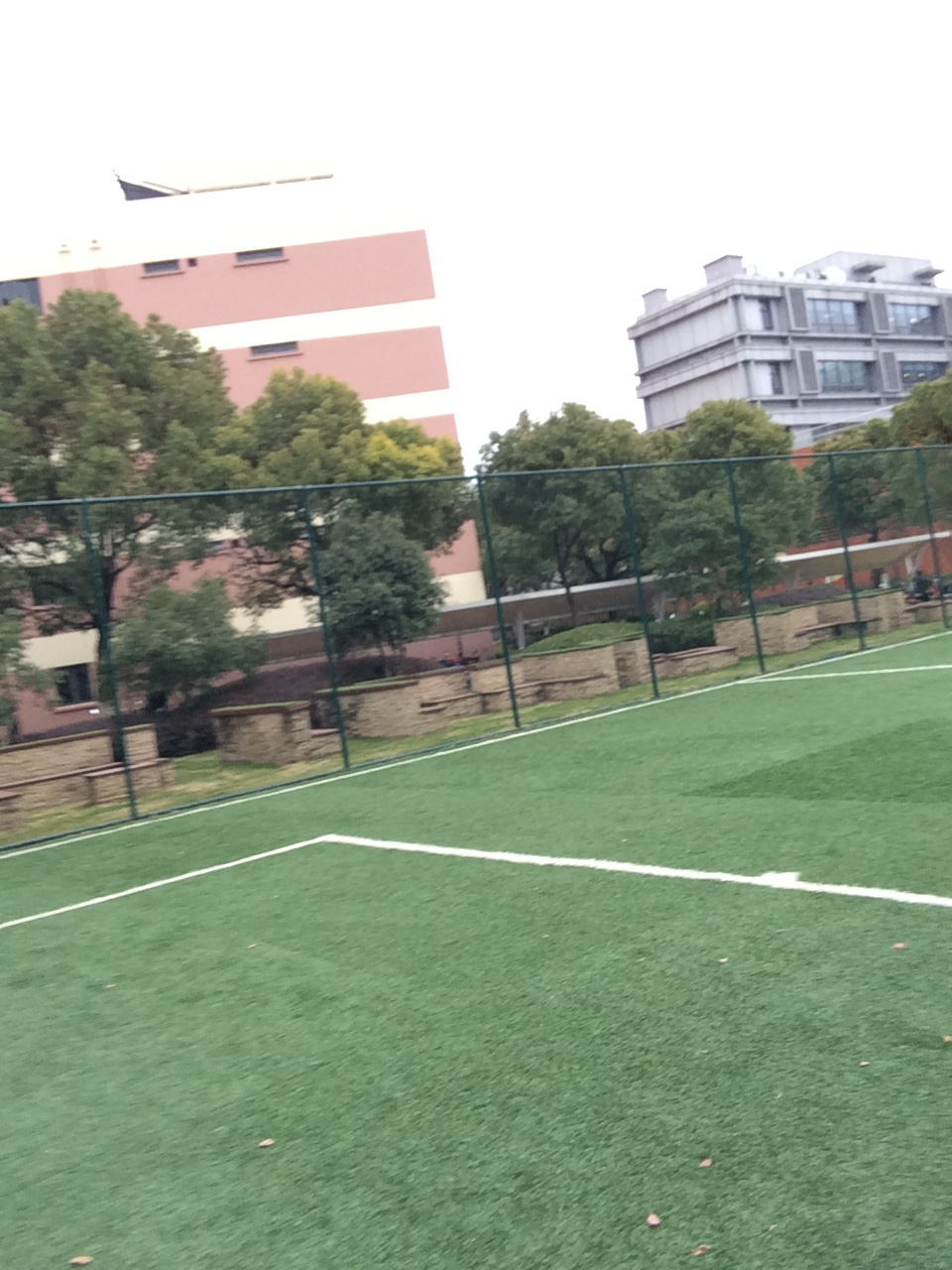
从平和学校的足球场望向国际部和高中部的教学楼。

### 宿舍设施
2005年完工的新住宿设施包括一座高中／教师宿舍楼和一座初中宿舍楼。
学校另一处住宿设施与主教楼相连，主要供小学部使用。

## 教学部门[6]

### 小学部
教师59人，学生650人（以中国内地学生为主）。
- 双语教学：数学、科学常识、体育、音乐、美术均尝试进行双语教学。
- 英语教学：采用香港朗文英语为主教材、辅以上海市教委指定教材，并有外籍教师参与教学。
- 其他特色课程：IT实验课、乐高创意模型课、游泳课等。
- 选修和课外课程：乐器（由上海交响乐团执教）、跆拳道等。

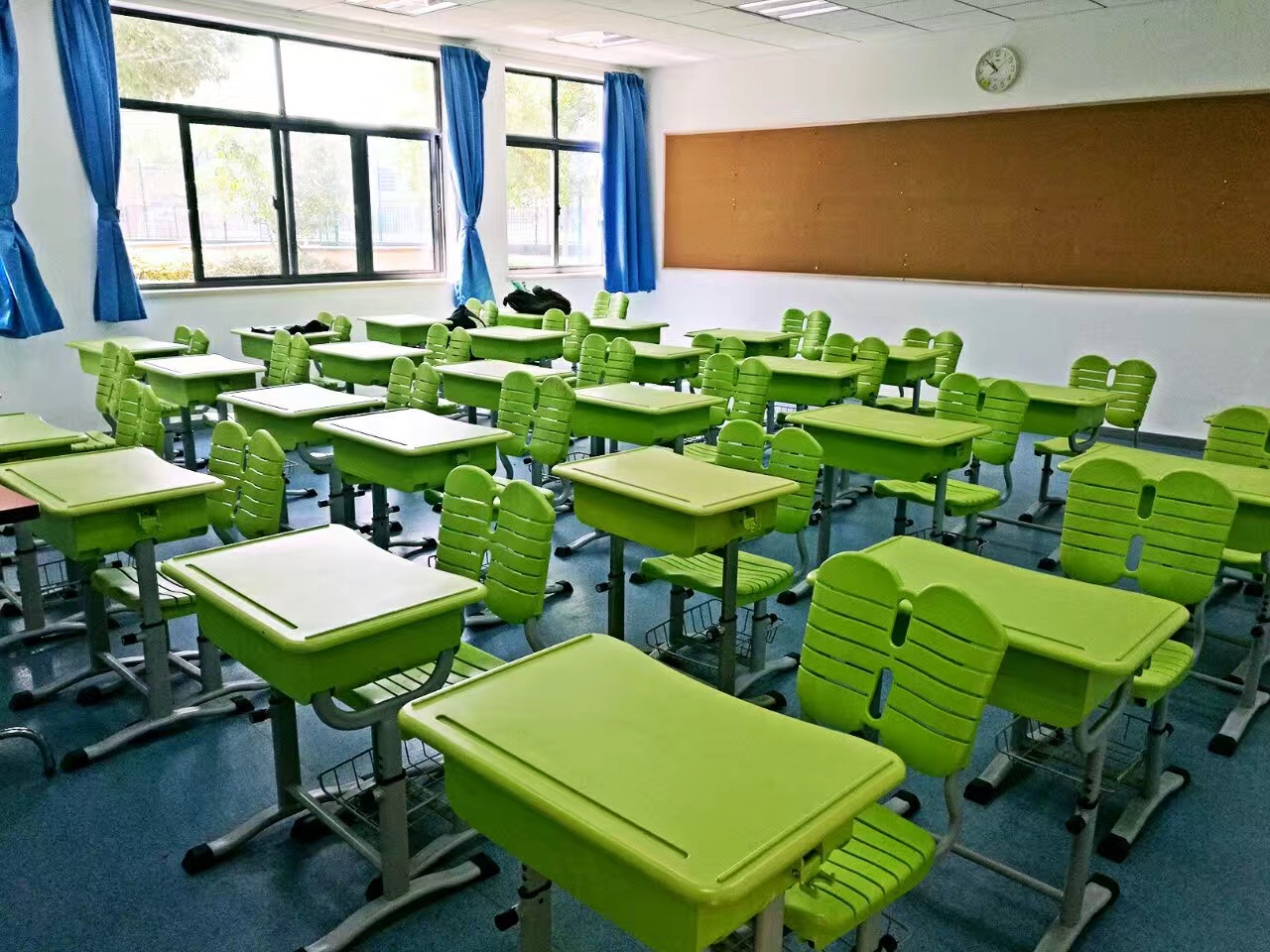
平和学校国际部的教室。

### 初中部
教师41人，学生441人（亦以中国内地学生为主）。
- 英语教学：初中部英语教学采用小班模式，主要使用香港朗文教材进行教学，同时兼顾上海市中考大纲。
- 选修课程：初中部提供十余项兴趣选修课程，如乐高机器人选修课程。

### 国际部（已与小学、初中部合并）
在九年制义务教育体系内唯一实行最大限度的外国课程体系教学的部门。30多位教师中的大部分均来自国外，如部门的主任Karen McAdams来自美国，外教主管Christopher Hayes来自加拿大。主要课程如下：
- 语文（大部分独立于上海市教委编写的教科书，以阅读中外经典文学作品为主）
- 数学（上海市教委编写的教科书为主，英国IGCSE课程教科书为辅）
- 英语（大部分由外教执教。课程几乎完全独立于中国大纲，以英语经典文学为主）
- 体育（亦有游泳等项目，课外活动更为丰富）
- 音乐（主要在小学教授）
- 科学（六、七年级所学，使用外国课本）
- 物理（八、九年级所学，八年级使用上海市教委编写的物理书，九年级使用英国牛津Physics for You课本）
- 化学（九年级所学，使用英国牛津Chemistry for You课本）
- 人文（涵盖地理、历史等方面，使用美国教科书）

然而，由于上海市教委逐渐禁止国际学校在义务教育体制内进行有悖于中国传统文化与目前价值观的内容教学，从2017学年开始，国际部便与小学部和初中部合并，以响应市教委的要求。现在在上海市平和学校的官网上也不能再找到关于国际部的信息《http://www.shphschool.com （页面存档备份，存于） （页面存档备份，存于）》。

### 高中部
高中部成立于2002年，于2003年通过国际文凭组织认证，正式实施IB大学预科课程，官方教学语言为英语。
- 可选课程 
  - 语言A（学生母语）：文学（高水平/标准水平)、语言和文学（高水平/标准水平)
  - 语言B（第二语言）: 英语（高水平/标准水平)
  - 社会科学：工商管理（高水平/标准水平)、经济学（高水平/标准水平)、地理（高水平/标准水平)、世界历史 （标准水平）、哲学（标准水平）
  - 实验科学：化学（高水平/标准水平）、物理（高水平/标准水平）、生物（高水平/标准水平）
  - 数学和计算机：数学（高水平/标准水平/高等数学）
  - 艺术欣赏：视觉艺术（高水平/标准水平）

同时平和学校与加拿大五湖学院合作，推出OSSD项目。学生按照加拿大安大略省的教学要求完成三年学业后可以取得加方与中方双文凭。
- 授课由中方和加方教师合作进行。包括：
  - 母语课程
  - 英语课程
  - 理学课程（同时由中方和加方授课）
  - 加拿大历史课程
  - 商学课程
  - VA课程（可选）

## 学校活动
学生在学校有大量课余活动可做。
比较出名的课余活动包括：模拟联合国、学生会和PTV等。

## 学校管理团队[9]
- 万玮 - 校长
- 臧申卫 - 中共总支书记、副校长
- 吉芳 - 中共总支副书记、纪委书记、副校长
- 胡悦来 - 中共总支委员、副校长
- 苏晨杰 - 副校长
- 李勇翱 - 校长助理
- 邹宇昂 - 校长秘书，人称平和猫猫哥，现就读于美国杜克大学。